# XI edició de la Mostra de València
La XI edició de la Mostra de València, coneguda oficialment com a XI Mostra de València - Cinema del Mediterrani, va tenir lloc entre el 10 i el 19 d'octubre de 1990 a València sota la direcció de José María Morera amb un equip renovat. Les projeccions es van fer a l'Ateneu Mercantil de València (seu central) al Palau de la Música de València (inauguració i clausura), i als cinemes Rialto, Eslava, Albatros, Suizo i Artis, així com algunes sales de Castelló i Alacant. Es van projectar un total de 121 pel·lícules: 17 a la secció oficial, 12 a la secció informativa, 8 a la secció especial, 8 de la retrospectiva d'Irene Papas, 21 de la retrospectiva de Marco Ferreri, 12 de la secció "De norte a sur. El Mediterráneo visto por ingleses y alemanes", 20 de Realitzadors Estrangers al Cinema Espanyol, 19 de cinema francès dels anys 1930 i 4 de la secció infantil. El cartell d'aquesta edició seria fet per Ferran Buchó i per primer cop es va incloure pel·lícules de països del Mar Negre (Bulgària i la República Socialista Soviètica de Geòrgia).
A la gala d'obertura es va homenatjar a l'actriu Irene Papas i es va projectar Non, ou a Vã Glória de Mandar de Manoel de Oliveira, davant de 2.000 espectadors i retransmès pel Canal 9. La clausura fou presentada per Àngel Casas amb la presència d'Anthony Perkins.

## Pel·lícules exhibides

### Secció oficial
- Margarit i Margarita de Nikolai Volev
- El heroob d'Atef al-Tayyeb
- La teranyina d'Antoni Verdaguer
- Outremer de Brigitte Roüan
- L'Amour de Philippe Faucon
- Turandoti d'Otar Xamatava
- Dexiotera tis dexias de Nikos Antonakos
- Ehad Mishelanu d'Uri Barbash
- Diceria dell'untore de Beppe Cino
- Maggio musicale d'Ugo Gregoretti
- Početni udarac de Darko Bajić
- Le marteau et l'enclume de Hakim Noury
- Nashid Al-Hajar de Michel Khleifi
- Non, ou a Vã Glória de Mandar de Manoel de Oliveira
- Filha da Mãe de João Canijo
- Halfaouine asfour stah de Férid Boughedir
- Fazilet d'İrfan Tözüm

### Secció informativa
- Az, grafinyata de Petar Popzlatev
- Pont de Varsòvia de Pere Portabella
- Et la lumière fut d'Otar Iosseliani
- La Bande des quatre de Jacques Rivette
- La vida i res més de Bertrand Tavernier
- Nouvelle Vague de Jean-Luc Godard
- Che ora è d'Ettore Scola
- In una notte di chiaro di luna de Lina Wertmüller
- Ljeto za sjećanje de Bruno Gamulin
- Recordações da Casa Amarela de João César Monteiro
- Le Collier perdu de la colombe de Nacer Khemir

### Secció especial
- Parsifal de Hans-Jürgen Syberberg
- Al-Mummia de Shadi Abdel Salam
- Le Rendez-vous des quais de Paul Carpita
- Boris Godunov d'Andrzej Żuławski
- Anna d'Alberto Lattuada
- Novi Vavilon de Grigori Kózintsev i Leonid Trauberg
- Torrent de Monta Bell
- Castigo de Dios d'Hipólito Negre

### Retrospectiva d'Irene Papas
- Elektra (1962) de Michael Cacoyannis[7]
- Troádes (1971) de Michael Cacoyannis
- Ifigéneia (1977) de Michael Cacoyannis
- Crònica d'una mort anunciada de Francesco Rosi (1981)
- Bodas de sangre (1981) de Carlos Saura
- Erendira (1983) de Ruy Guerra
- High Season (1987) de Clare Peploe

### Retrospectiva Marco Ferreri
- El pisito (1959)
- Los chicos (1959)
- El cochecito (1960)
- La donna scimmia (1964)
- Il futuro è donna (1984)
- Come sono buoni i bianchi! (1987)

### Realitzadors estrangers al cinema espanyol
- La Dolorosa (1934) de Jean Grémillon[8]

## Jurat
Fou nomenat president del jurat el director francès René Clément i la resta de membres foren el director de fotografia grec Giorgos Arvanitis, l'actriu espanyola María Asquerino, l'actriu portuguesa Teresa Madruga, el director espanyol Felipe Vega. la responsable de cinema de l'Institut Àrab de París Magda Wassef i el director libanès Borhane Alaouié.

## Premis
- Palmera d'Or (1.000.000 pessetes): Halfaouine asfour stah de Férid Boughedir [10]
- Palmera de Plata (600.000 pessetes): Nashid Al-Hajar de Michel Khleifi
- Palmera de Bronze (400.000 pessetes): El heroob d'Atef al-Tayyeb
- Premi FIPRESCI: Nashid Al-Hajar de Michel Khleifi
- Premi IFFC-Don Quijote: Nashid Al-Hajar de Michel Khleifi
- Menció a la millor interpretació masculina: Geràsimos Skiadaréssis per Dexiotera tis dexias de Nikos Antonakos
- Menció a la millor interpretació femenina: Nicole Garcia, Marianne Basler i Brigitte Roüan per Outremer de Brigitte Roüan
- Menció especial:
  - Početni udarac de Darko Bajić 
  - Nashid Al-Hajar de Michel Khleifi 
  - Turandoti d'Otar Xamatava